# Memorialul Bikernieki
Memorialul Bikernieki (în letonă Biķernieku memoriāls) este un monument de război pentru victimele Holocaustului din Al Doilea Război Mondial aflat în pădurea Bikernieki (în letonă Biķernieku mežs), lângă Riga, Letonia. În pădurea Bikernieki a avut loc cel mai mare omor în masă din timpul Holocaustului din Letonia, cu două teritorii memoriale care se întind pe o suprafață de 80.000 metri pătrați (860.000 sq ft) cu 55 de gropi comune marcate, cu aproximativ 20.000 de victime îngropate în total. 
Memorialul a fost planificat inițial în 1986 când a început și construcția sa, dar lucrările au fost întrerupte după ce Letonia și-a declarat independența în 1991. Construcția a fost reluată în 2000 de către Comisia Mormintelor de Război din Germania  (în germană Volksbund Deutsche Kriegsgräberfürsorge) cu ajutorul organizațiilor locale letone și a mai multor orașe germane. A fost finanțată în mare parte de către Guvernul Germaniei și de organizații germane, Fondul de Stat Austriac și a implicat donații ale unor municipalități germane. A fost proiectat de Sergei Rij (în rusă Серге́й Рыж) și a fost deschis la 30 noiembrie 2001.

## Descriere
Arhitectul memorialului este Sergei Rij, care a lucrat timp de 15 ani la proiectarea memorialului, acesta a spus că este „obligația sa umană” să-și dedice cariera în acest sens.   Memorialul este situat în pădurea Bikernieki, lângă strada Bikernieku (în letonă Biķernieku iela) care trece prin pădure. Există două teritorii memoriale, de  6.550 și 79.630 metri pătrați, aflate pe ambele părți ale drumului. Pe lângă drumurile forestiere mai mici, există două drumuri care duc spre piața centrală a memorialului - un drum istoric folosit pentru a aduce victimele și drumul central principal pavat cu dale din beton și marcat cu un arc de beton spre ieșirea către strada Bikernieku.
Centrul memorialului găzduiește un cub din granit negru - un altar simbolic cu o gravură din Cartea lui Iov 16:18 "Pământule, nu-mi acoperi sângele, și vaietele mele să n-aibă margini!" în limba letonă, rusă, germană și ebraică. Zona imediată este înconjurată de 4.000 de pietre din granit dispuse într-o grilă de patruzeci și cinci de pătrate de 4 x 4 metri  care seamănă cu un cimitir tradițional evreiesc. Modelul unic de pietre din granit de 0,2 la 1,5 metri (0,66 la 4,92 ft)  de culori negre, gri și roșiatice provin din regiunea Jîtomîr din Ucraina. Pietrele sunt sculptate cu nume de orașe europene care reprezintă orașele de origine ale victimelor. Intrările în memorial și alte locuri cu morminte din pădure sunt marcate cu stâlpi din beton cu simboluri reprezentând diferite grupuri de victime - Steaua lui David reprezentând evreii, Coroana de spini reprezentând prizonierii de război și crucea creștină reprezentând civilii. Istorici de la Centrum Judaicum (Noua Sinagogă Berlin), unitatea de învățământ a Casei Conferinței de la Wannsee, și istorici din orașele membre au documentat numele a peste 31.000 de victime care au fost publicate în Cartea amintirii: evreii germani, austrieci și cehoslovaci deportați în statele baltice (2003).
În ciuda naturii memorialului, dealurile din jur sunt destinații populare pentru drumețiile de vară și locuri de săniuș și de schi. Cu toate că Germania oferă finanțare anuală pentru întreținerea memorialului, este insuficient pentru finanțarea patrulelor și supravegherii periodice a poliției. Memorialul și pietrele funerare au fost vandalizate de mai multe ori, de fiecare dată atrăgând atenția mass-mediei. La 8 mai 2011, două persoane, dintre care un membru al Partidului Socialist din Letonia, au fost surprinse după ce au dat cu vopsea peste o imagine stilizată a unui nazist, a unor svastici și a unui text în limba letonă de pe arcul de la intrare.

## Istorie
Pădurea Bikernieki este cel mai mare loc unde au fost comise omoruri în masă în Letonia în timpul Holocaustului din al doilea război mondial în anii 1941–44. În pădure se află 55 de gropi comune cu victime ale Holocaustului.  Aproximativ 46.500 de persoane au fost ucise acolo, inclusiv evrei din Letonia și Vestul Europei, prizonieri sovietici de război și adversari politici ai naziștilor. Nu se cunoaște numărul exact al victimelor. Cu toate că Comitetul Sovietic de cercetare a crimelor de război ale nazismului a declarat peste 46.000 de victime, săpăturile ulterioare nu au confirmat acest număr.  Se speculează că numărul victimelor este mai apropiat de 30.000.
Primele victime au fost câteva mii de bărbați arestați în iulie 1941 și aduși din închisoarea centrală din Riga. În 1942, alți 12.000 de evrei au fost aduși din Germania, Austria și Cehoslovacia. În 1943, au fost aduși aici prizonierii din Ghetoul din Riga  care nu au putut să lucreze în lagărul de concentrare din Kaiserwald, urmați în 1944 de cei din lagăr care erau incapabili să lucreze. Din 1943, naziștii au săpat morminte și au ars cadavrele pentru a ascunde dovezile. Se estimează că sunt în jur de 20.000 de victime îngropate în pădure.

## Planificare și construcție
În anii 1960, doar o placă comemorativă simplă a fost plasată în pădure, iar locurile cu morminte au fost marcate cu margini din beton. Pe placa s-a pus inscripția care menționa că 46.500 de cetățeni sovietici au murit, dar s-a omis menționarea naționalităților. Locul a fost neglijat și s-a degradat încet de atunci. Primele planuri de întreținere au fost demarate în 1986 de o echipă a Institutului Komunālprojekts. În fruntea echipei s-au aflat Gaļina Lobaševa, Vija Jansone, Gaļina Alsina, Ineta Vītola, Māris Galarovskis și Sergei Rij. Proiectul a primit aprobarea Consiliului orașului Riga și finanțare de la stat, iar lucrările au continuat până în 1991, când actualul guvern a fost dizolvat după ce Letonia și-a declarat independența.   Lucrările s-au oprit când a fost realizată  doar o cincime a proiectului, moment în care doar terenul din jur a fost curățat și au fost ridicate semnele memoriale centrale și la intrări. 
Proiectul a fost relansat în 1993–4 din inițiativa lui Eric Herzl, un expert de la Societatea austriacă a memorialelor, care a obținut permisiunea Consiliului Local din Riga de a continua lucrările de construcție. Austria a adus proiectul în atenția Comisiei Mormintelor de Război din Germania și a mai multor orașe germane în 1999. La 23 mai 2000, 13 reprezentanți ai orașelor germane și președintele Comisiei Mormintelor de Război din Germania s-au întâlnit la Berlin pentru a forma Comitetul German pentru Riga. Scopul comisiei a fost de a planifica și de a construi un monument de război în pădurea Bikernieki pentru a comemora evreii deportați și uciși la începutul anilor 1940. Proiectul a fost finanțat de Comisia Mormintelor de Război din Germania, Fondul Național al Republicii Austria, guvernul german, inclusiv Consiliul Central al Evreilor din Germania și donații din partea mai multor municipalități germane. Lucrarea a fost realizată de Comisia Germană, Comisia de Cimitire Fraterne din Letonia și Consiliul Local din Riga. Costul inițial al proiectului a fost 900.000 de mărci germane, iar costul real al proiectului s-a ridicat la 1 milion de mărci germane (sau 285.000 lats).   
Memorialul a fost deschis la 30 noiembrie 2001, la 60 de ani de la începutul deportărilor. Evenimentul a fost deschis de către fostul președinte al Letoniei, Vaira Vīķe-Freiberga, care în discursul său a remarcat importanța conștientizării oamenilor cu privire la evenimentele care au avut loc acolo. La eveniment au participat multe personalități, inclusiv fostul premier leton Andris Bērziņš, șeful rabin leton Natans Barkans, oficiali și ambasadori din diverse țări, foști deținuți ai ghetourilor și lagărelor de concentrare și rude ale victimelor din Lituania, Estonia, Germania, Israel, Austria, și Rusia. Mai multe evenimente de cercetare, educație și comemorare au avut loc după ceremonia de deschidere. Deschiderea și următoarele evenimente au fost relatate pe larg de mass-media locală și străină.   Ceremonia de deschidere s-a încheiat cu o rugăciune evreiască Kaddiș pentru Riga a hazanului comunității evreiești Vlad Șulman.

## Recepție
Arhitectul Sergei Rij a afirmat că a încercat să prezinte ideea memorialului cu un „limbaj concis al formelor arhitecturale”. Scopul său era să înglobeze terenul din jur, în conformitate cu arta contemporană. Istoricul de artă Solvita Krese a numit proiectul un succes și a lăudat proiectul pentru evitarea unor exagerări a temelor aflate la îndemână. De asemenea, ea a menționat că memorialul se potrivește bine cu terenul. Arhitecta Ausma Skujiņa a spus că memorialul a fost un succes în comparație cu numeroase alte monumente mai puțin reușite. Ea a subliniat natura sa pozitivă și modul în care memorialul „se împacă cu durerea și o uniformizează”. Winfried Nachtwei îl descrie drept „primul de acest fel din Europa de Est”. Istoricul Andrievs Ezergailis spune că sergei Rij a adaptat și a îmbunătățit conceptul memorial de la Treblinka, cu toate acestea, a criticat faptul că arhitectul a implicat moartea prizonierilor ruși într-un mod pe care Ezergailis îl descrie inexact.

## Galerie

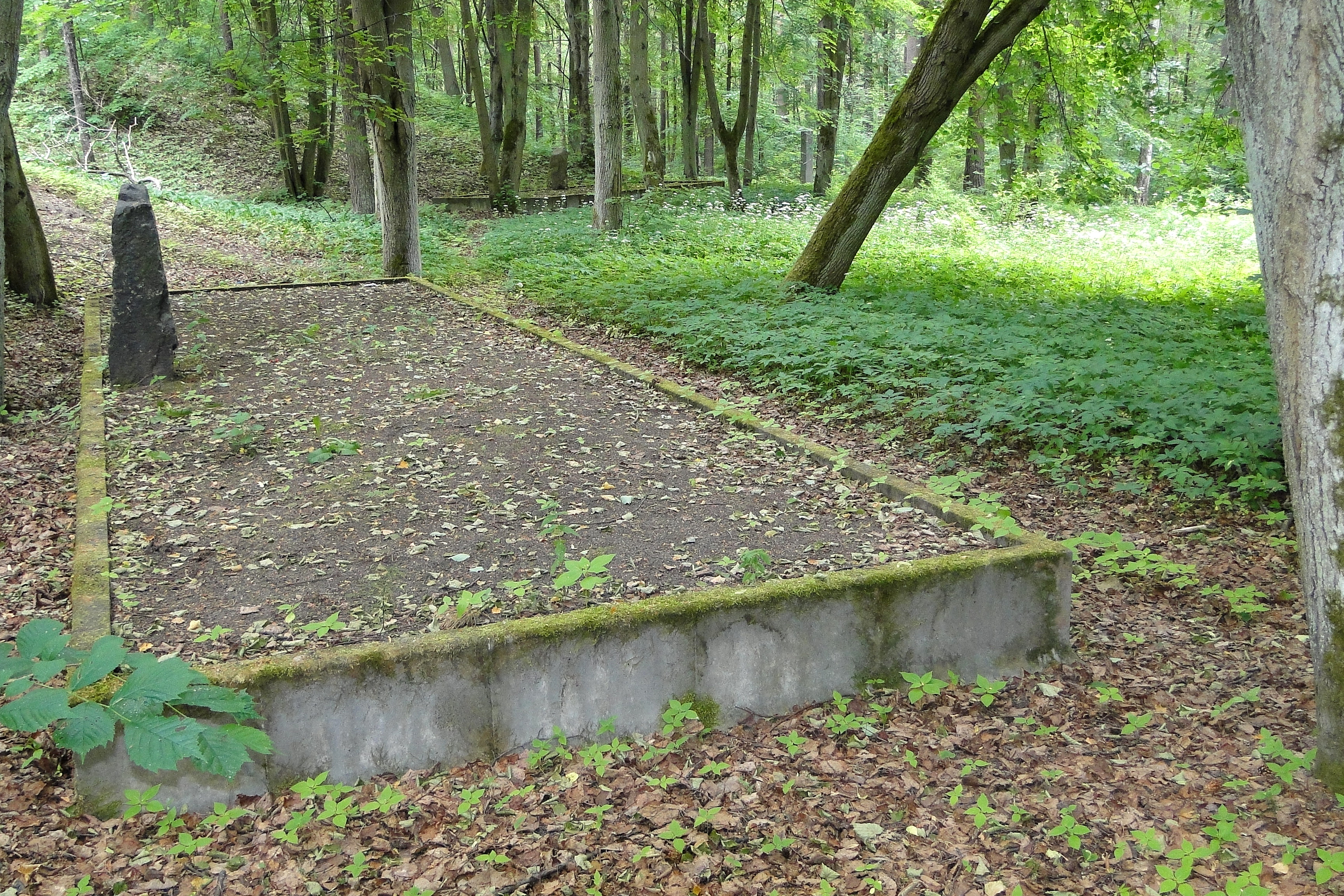
Unul dintre numeroasele morminte din pădurea Bikernieki
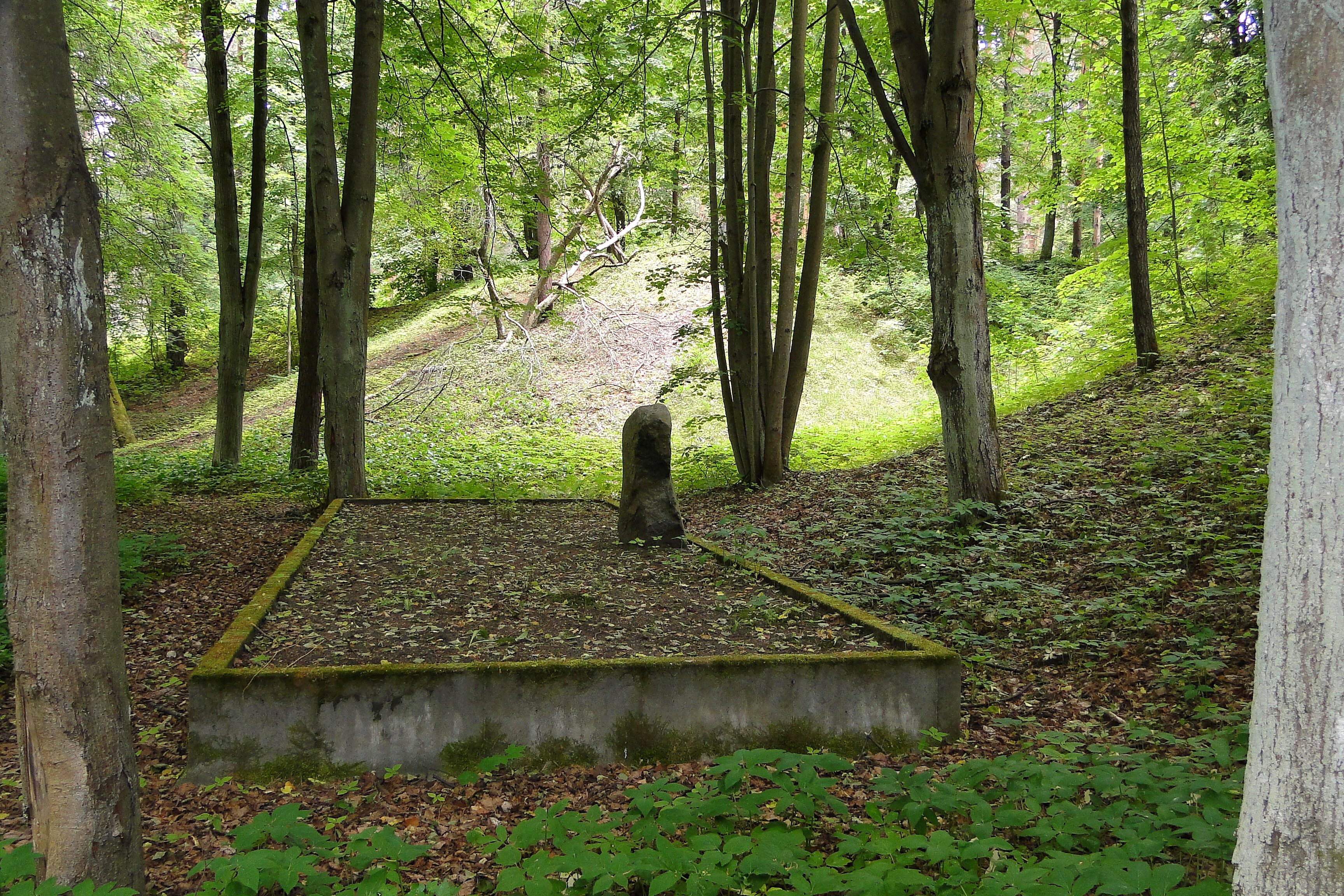
Unul dintre numeroasele morminte din pădurea Bikernieki